# C/1963 F1 Alcock
C/1963 F1 Alcock è una cometa non periodica scoperta il 19 marzo 1963  dall'astrofilo britannico George Eric Deacon Alcock, la terza scoperta da Alcock. La particolarità di questa cometa è di avere relativamente piccole MOID con i pianeti Urano e Marte e di avere subito la frammentazione del nucleo cometario.

## Variazione di luminosità e frammentazione del nucleo
Inizialmente la luminosità della cometa si mantenne poco più bassa di quella prevista in base alle effemeridi con piccole oscillazioni, poi nel giro di alcune decine di ore, il 30 maggio, raggiunse con un outburst la 4,65a; dopo sei giorni tornò a valori di poco superiori a quelli precedenti l'outburst. Il 23 giugno fu vista con un nucleo sdoppiato in due frammenti di diversa luminosità; qualche ora dopo il nucleo assunse una forma affusolata e si divise in cinque frammenti distribuiti su quasi 2,5 minuti primi.
Intanto per via spettrografica veniva osservata un'intensa emissione delle righe dovute al C3, mentre le righe dovute al C2 si mostravano deboli; lo spettro del (falso) nucleo mostrava esclusivamente le righe dovute al CN.